# Hamza bin Laden
Hamza Mohamed Awad bin Laden (in arabo حمزة بن أسامة بن محمد بن عوض بن لادن‎?, Hamza Muhammad Awāḍ bin Lāden; Gedda, 1989 – 2019) è stato un terrorista saudita, apolide dal 1º marzo 2019. Era figlio di Osama bin Laden, il fondatore e leader di Al Qaida dal 1988 al 2011.

## Biografia
Nato a Gedda nel 1989, (il giorno e il mese sono rimasti ignoti) nel 2001 si affiliò al movimento Islamista sunnita di Al Qaida, a quel tempo fu il più giovane terrorista a prendervi parte. Nel gennaio 2001 Hamza partecipò al matrimonio del fratello maggiore Mohammed bin Laden, che si svolse nella città di Kandahar in Afghanistan. Dopo gli attentati dell'11 settembre, di cui in parte fu responsabile, si trasferì in Iran per sottrarsi alla cattura dalle forze militari americane.
Nel marzo 2003, una fonte riferì che Hamza - insieme suo fratello Saad - venne ferito e catturato a Ribāṭ, dove i due si erano rifugiati, anche se la rete televisiva di al-Jazeera ha completamente smentito questa ipotesi. Nel marzo 2003 Hamza si sposò con una delle figlie di Abdullah Ahmed Abdullah, un noto terrorista ricercato per attentati. Nell'agosto 2018 fu riferito come Hamza in realtà abbia sposato una figlia del leader degli Attentati dell'11 settembre 2001, Mohamed Atta, ma il fratello Omar negò decisamente la relazione.

### Al-Qaida
In un video del 2005 Hamza viene filmato mentre partecipa ad un attacco di Al Qaida nei confronti delle forze di sicurezza Pakistane. Nel settembre 2007 è stato riferito che fu nuovamente presente ad un altro attacco, sempre nei confronti delle forze Pakistane, divenendo così una delle forze principali di Al Qaida.
Nell'agosto 2015 in seguito alla morte del padre, lascia per la prima volta un messaggio audio, invitando i seguaci di Kabul, Baghdad e Gaza a condurre la jihād o guerra santa a Londra, Washington, Parigi e Tel Aviv. Nel gennaio 2017 gli USA classificarono Hamza come terrorista principale, ritenendo di poter essere capace di commettere futuri attentati.
Nel 2018 il Dipartimento della difesa degli Stati Uniti d'America, offrì una ricompensa fino a 1 milione di dollari, per le informazioni che portano all'identificazioni di qualsiasi paese appartenga ad Hamza. Il 1º marzo 2019 l'Arabia Saudita annunciò di aver revocato la cittadinanza di Hamza.

### Morte
Il 31 luglio 2019 l'emittente televisiva statunitense NBC, citando informazioni di intelligence, afferma che Hamza sarebbe morto in circostanze non ancora definite. Il 14 settembre dello stesso anno la notizia fu confermata dalla Casa Bianca.